# 키시팀 사고

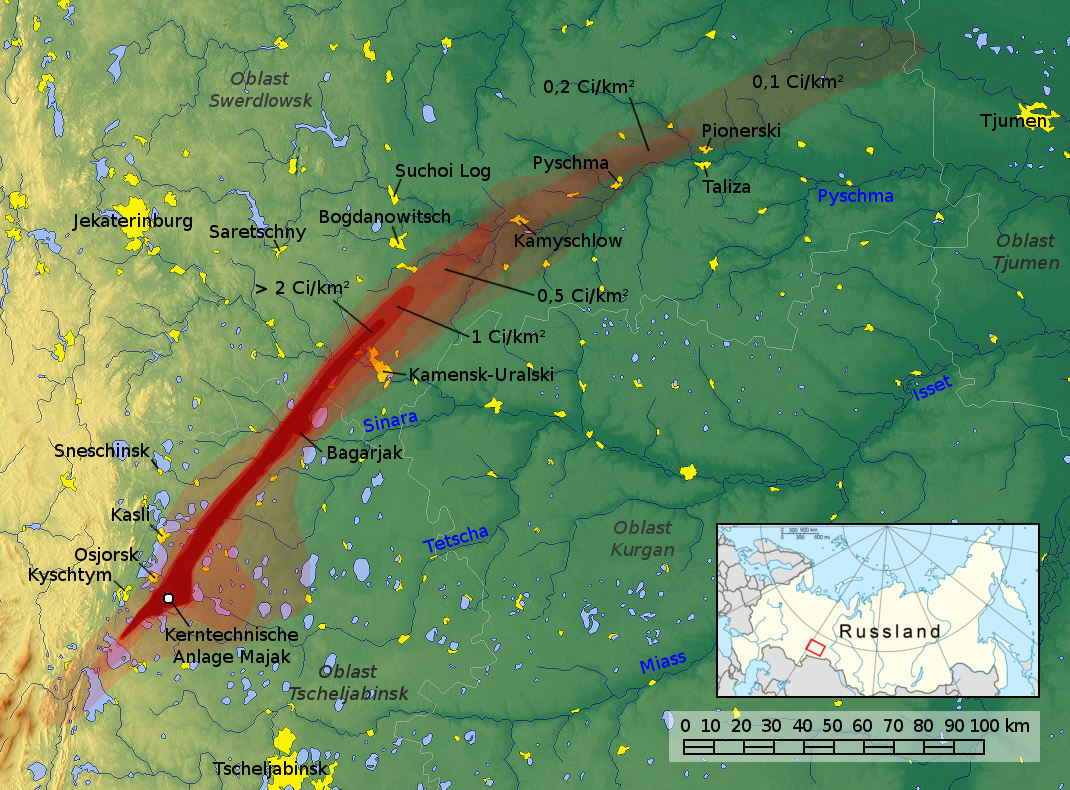

키시팀 사고(러시아어: Кыштымская авария, 영어: Kyshtym disaster)는 1957년 9월 29일 구 소련 마야크 재처리 공장에서 일어난 방사능 오염 사고다. 이 사고는 국제 원자력 사고 척도 6단계인 대사고 등급을 기록했으며, 체르노빌 원자력 발전소 사고와 후쿠시마 제1 원자력 발전소 사고에 이어 세 번째로 끔찍한 원자력 사고로 기록되었다. 이 사고는 마야크 재처리 공장 근처 폐쇄된 도시인 오조르스크에서 일어났으나, 이 도시(첼리아빈스크-40 그리고 첼리아빈스크-65로 알려졌다)가 지도에 나오지 않아, 알려진 가까운 도시인 키시팀 이름을 따서 지었다.

## 배경
제2차 세계 대전 이후 소련에서는 미국에 비해 핵무기 개발이 뒤처졌으며, 서둘러 충분한 양의 무기급 우라늄과 플루토늄을 모으기 위해서 연구와 개발에 착수하였다. 마야크 재처리 공장은 1946년부터 1950년까지 급하게 착공했다. 무지한 소련 물리학자들의 핵물리학 지식으로 말미암아 안전을 판단하는 게 매우 어려웠다. 또한 초기 개발시기에는 환경을 심각하게 생각하지 않았다. 그래서 처음에는 고준위 폐액을 근처 테차 강에 버렸는데, 이 강은 오비강 지류였으며, 방사성 물질은 오비강을 흘러 북극해로 빠지게 되었다. 나중에는 근처의 카라차이 호수에다가 고준위 폐액을 버리기 시작했다.
액체 방사성 폐기물을 보관하는 보관설비는 1953년에 세웠다. 이 보관설비는 콘크리트를 기반으로 한 강철 탱크로 8.2미터 지하에 만들었다. 그리고 높은 방사능으로 말미암아 폐기물이 붕괴열을 내뿜기 때문에 20개 탱크에 각각 갱구를 만들었다. 보관 설비에서는 냉각시설을 모니터링 하였으며, 탱크 안 폐기물은 충분한 양이 아니었다.

## 폭발
1957년 9월 70~80톤 정도의 방사성 폐기물이 든 탱크의 냉각장치의 이상으로 온도가 올라가고 말라진 폐기물이 TNT 70~100톤에 달하는 비핵 폭발을 일으켰으며, 이 폭발로 160톤의 콘크리트 뚜껑을 날려버렸다. 즉각적인 사망자는 없었지만, 2~50 메가퀴리(74~1850 페타베크렐)의 방사성 물질이 누출되었다.
10에서 11시간이 경과한후 방사성 구름이 북쪽으로 300~350 킬로미터 이동하였다. 이 방사성 구름은 800 제곱 킬로미터의 지역을 오염시켰으며, 특히 세슘-137과 스트론튬-90이 이 방사성 구름의 주요 방사성 물질이었다. 이 지역은 동 우랄 방사성 흔적(East-Ural Radioactive Trace, EURT)이라 불린다.

## 경과
비밀 시설이었던 마야크 재처리 공장으로 인해서, 즉각 영향지역의 사람들에게 사고가 알려지지 않았다. 1주일 후에야 영향지역의 만명에게 대피령을 내렸으며, 물론 이에 대해선 한마디 언구도 없었다. 사람들에게는 이상한 질병이 일어나기 시작했다. 희생자들의 얼굴, 손 그리고 다른 드러낸 부분의 피부가 허물처럼 벗겨진 것이다. 이 사고는 조레스 메드베데프(Zhores Medvedev)가 네이처에 폭로함과 동시에 세계에 이 사고의 규모를 알렸다.
심지어 소련 정부측에서는 총계에 대한 정보도 감추었는데, 이로 인해서 어림잡아 직접적으로 방사선을 피폭당한 약 200여명이 암으로 사망했다고 알려져 있다. 이 사고후 주변의 방사능 수치가 낮아지자, 오염된 지역의 흙을 굴을 파서 묻어놓고 울타리로 못들어가게 하였다. 이 지역을 가리켜 "지구의 무덤"이라고 부른다. 1968년 소련정부에서는 이 EURT지역을 동우랄 자연 보호지역으로 위장시켜 이 오염된 지역에 접근을 금지시켰다.
서방에서는 첼리아빈스크 주변에서 원자력 재난이 퍼졌다는 소문이 돌아다녔다. 서방에서는 소련이 우랄 동쪽에서 식물, 동물, 그리고 생태계에 방사능이 끼치는 영향에 대한 조사가 이뤄지는 것을 보면서 원자력 사고가 일어났음을 알았다.
정보 자유법에 의해 이와 관련된 미국 중앙 정보국 파일을 얻은 죄르지에 따르면, CIA에서는 1957년 키시팀 사고를 알고 있었지만, 이 악영향에서 자라나고 있었던 미국의 원자력 사업을 보호하기 위해서 비밀로 했다는 것이 밝혀졌다. 그리고 1990년에 소련 정부 측이 기밀 해제한 관련 문서만 발견되었을 뿐이었다.

## 현재 상태
오조르스크의 방사능 수치는 사람이 살기에 안전하지만, 아직도 EURT지역은 여전히 방사능에 오염되어 있다.